# Šifra mistra Leonarda (film)
Šifra mistra Leonarda (anglicky The Da Vinci Code) je film uvedený v květnu 2006. Jeho předlohou se stal stejnojmenný bestseller Dana Browna z roku 2003. Hlavní role ve filmu hrají Tom Hanks, Audrey Tautou, Ian McKellen, Alfred Molina, Jürgen Prochnow, Jean Reno a Paul Bettany.

## Děj
Film sleduje dobrodružství Roberta Langdona (Tom Hanks), uznávaného harvardského profesora náboženské symbologie, který se zaplete do složitého vyšetřování vraždy v pařížském muzeu Louvre.
Příběh začíná, když je Jacques Saunière, kurátor Louvre, pronásledován albínským fanatickým mnichem Silasem, členem osobní prelatury Opus Dei, který hledá "klíčový kámen" vedoucí ke Svatému grálu, který chce zničit. Saunière mu poskytne falešná vodítka a je zavražděn. Před svou smrtí zanechá Saunière kryptické poselství, které zahrnuje Fibonacciho posloupnost a skryté anagramy, a své tělo naaranžuje do pozice da Vinciho Vitruviánského muže.
Langdon je povolán kapitánem Bezu Fachem, aby pomohl s dešifrováním tohoto poselství viditelného jen v ultrafialovém záření. Na místě se setkává se Sophie Neveu (Audrey Tautou), kryptoložkou a adoptivní vnučkou zabitého Saunièra, a společně se pouštějí do pátrání. Sophie odhalí, že Langdon je hlavním podezřelým z vraždy, neboť vzkaz obsahuje slova "P.S. Najdi Roberta Langdona". Sophie však věří, že její dědeček chtěl Langdona zapojit do odhalení většího tajemství. Sophie prozradí, že kapitán Fache použil na Langdona sledovací zařízení, ale zařízení zahazuje a společně prchají před policií. Během průzkumu muzea najdou klíč se znakem lilie ukrytý za obrazem "Madona ve skalách". Langdon dovodí, že kurátor Saunière byl velmistrem tajného řádu zvaného Převorství sionské.
Silas pracuje pro anonymní osobu označovanou jako „Učitel“, spolu se členy Opus Dei, vedeného biskupem Aringarosou. Podle pokynů Saunièra cestuje do kostela a najde značku s nápisem „Job 38:11“, biblický verš, který začíná: „Sem přijdeš a dál už ne…“ Rozzuřený zabije jeptišku v rezidenci.
Langdon a Sophie cestují do francouzské banky a pomocí Fibonacciho sekvence se dostanou do Saunièrovy bezpečnostní schránky. V ní naleznou kryptex – válcovou schránku chráněnou heslem, která obsahuje starobylý papyrus. Pokud by byl kryptex otevřen nesprávně, vnitřní mechanismus by zničil obsah schránky. Když přijíždí policie, bankovní manažer André Vernet jim pomůže uprchnout, ale posléze se jim pokusí kryptex ukrást a zabít je.
Langdon a Sophie uniknou s kryptexem a hledají pomoc u Langdonova přítele Sira Leigha Teabinga, odborníka na Svatý grál. Teabing vysvětluje, že grál není pohár, ale ve skutečnosti Marie Magdalena, která  podle jeho tvrzení nebyla prostitutkou, nýbrž manželkou Ježíše Krista a matkou jeho dítěte, které se narodilo až po Ježíšově ukřižování. Převorství podle něj vzniklo, aby chránilo jejich potomky. Teabing tvrdí, že církev tuto pravdu potlačila, aby si uchovala svou moc, protože zveřejnění by znamenalo nabourání základních dogmat katolické církve. Opus Dei se proto snaží grál zničit. Později se objeví Silas, ale Teabing ho zneškodní.
Skupina se vydává na cestu do Londýna v Teabingově soukromém letadle doprovázena majordomem Remy Jeanem. Jejich interpretace vodítka z kryptextu je přivede do Temple Church, kde ale nenaleznou nic, co by jim pomohlo. Situace se komplikuje, když Teabingův majordomus Remy Jean, představující se jako "Učitel", osvobodí Silase a vezme Teabinga jako rukojmí. Později se ukáže, že skutečným "Učitelem" je sám Teabing, který zmanipuloval události, aby získal grál. Otráví Jeana a policii navede na Silase, která jej zastřelí.
Teabing, který chce svrhnout Církev po staletí pronásledování a podvodů, se postaví Langdonovi a Sophii. Ti pochopili skutečný význam klíče k odemknutí kryptexu a trojice se vydává do Westminsterského opatství k hrobce Isaaca Newtona, bývalého velmistra převorství. Teabing požaduje, aby Langdon otevřel kryptex. Langdon naoko selže a hodí kryptex do vzduchu, což Teabinga přiměje k zoufalému pokusu jej zachytit. Kryptex se rozbije, ale Langdon mezitím dešifruje heslo – "APPLE" – a zachrání dokument uvnitř. Policie zatkne Teabinga. Stopa uvnitř kryptexu, která vypráví o úkrytu Grálu „pod růží“, vede Langdona a Sophie do Rosslynské kaple ve Skotsku.
V kapli objevují tajný archiv a potvrzují, že Marie Magdalena byla pohřbena zde, ale její ostatky byly mezitím přemístěny. Langdon zjišťuje, že Sophie je poslední žijící potomek Ježíše Krista a Marie Magdaleny. Sophie se setkává se svou babičkou, která ji slibuje ochranu. Langdon se vrací do Paříže. Při holení se řízne a prožije zjevení, když jeho krev stéká po umyvadle a připomíná mu Růžovou linii. Uvědomí si pravý význam vodítka z kryptexu a sleduje linii do Louvre, kde mu u pyramidy v Louvru dojde, že Grál je pohřben pod obrácenou pyramidou. Poklekne nad místem spočinku Marie Magdaleny a uctí tajemství.

## Obsazení
| Tom Hanks                 | Robert Langdon             |
| Audrey Tautou             | Sophie Neveu               |
| Ian McKellen              | Sir Leigh Teabing          |
| Alfred Molina             | biskup Aringarosa          |
| Jürgen Prochnow           | André Vernet               |
| Jean Reno                 | kapitán policie Bezu Fache |
| Paul Bettany              | Silas                      |
| Étienne Chicot            | poručík Jérôme Collet      |
| Jean-Yves Berteloot       | Remy Jean                  |
| Jean-Pierre Marielle      | Jacques Saunière           |
| Charlotte Graham          | Mary Magdalene             |
| Hugh Mitchell             | mladý Silas                |
| Seth Gabel                | Michael the Cleric         |
| Marie-Françoise Audollent | sestra Sandrine            |
| Rita Davies               | elegantní žena v Rosslynu  |
| Francesco Carnelutti      | Prefect                    |

## Kontroverze

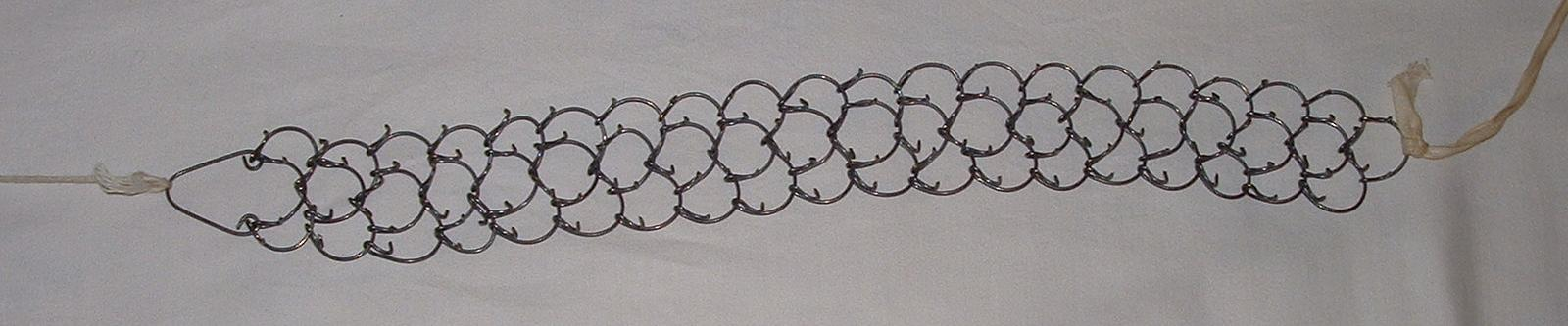
Pomůcka, která je ve filmu používána.

Díky svým kontroverzním a fiktivním momentům se stal film i kniha terčem kritiky členů různých církví a náboženských organizací, ze strany historiků zazněla opakovaně upozornění na hrubé odchylky knihy od historické reality a byl kritizován fakt, že lidé v historii nevzdělaní považují knihu i film za historicky věrný, v čemž je Brown podporuje. Hlavní protesty vznesli křesťané a místy i muslimové. Zejména křesťané považují tvrzení filmu, že Ježíš měl děti a žil rodinný život s Marií Magdalskou, za rouhání. Zvlášť ostře odmítala tento film katolická církev, neboť ta byla navíc dotčena tím, jak je ve filmu popisována ona a její dílčí organizace, zejména Opus Dei a praktiky jejích členů.
Protesty věřících se odehrávaly v celé řadě zemí, mimo jiné na řadě míst v USA, v Řecku, na Filipínách atd. V některých státech byl film stažen z kin (např. v Bělorusku, v indickém státě Nagaland či v Manile na Filipínách) nebo bylo omezeno či pozastaveno jeho promítání (např. Čína). Některé řetězce kin se rozhodly připojit k bojkotu filmu (např. největší řetězec na Faerských ostrovech Havnar Bio a největší řetězec na Filipínách SM Supermalls).
Český kardinál Miloslav Vlk dílo označil jako „duchovní terorismus proti svatým věcem a pošlapávání citů věřících“. Prohlásil: „Bohužel lidé ženoucí se v nudě všedního života za vzrušujícími senzacemi bez ohledu na pravdu polykají tyhle zdechliny pravdy.“, což je podle jeho slov postoj České biskupské konference i celé katolické církve.
Katolická církev vydala k filmu speciální instruktážní DVD Da Vinciho kód - Mistrovský podvod, které kriticky komentuje filmový příběh a má údajně pomoci církevním hodnostářům k vyjasnění názoru na román i film a pomoci jim ve vysvětlování filmu věřícím a médiím.

## Přijetí

### Tržby
Film vydělal 217,5 milionů dolarů v Severní Americe a 540 milionů dolarů v ostatních oblastech, celkově tak vydělal 758,2 milionů dolarů po celém světě. Rozpočet filmu činil 125 milionů dolarů. Za první promítací víkend vydělal 77 milionů dolarů a stal se nejnavštěvovanějším snímkem týdne. Snímek je pátým nejvýdělečnějším filmem roku 2006.

### Recenze
Na recenzní stránce Rotten Tomatoes získal z 220 započtených recenzí 25 procent s průměrným ratingem 4,8 bodů z deseti. Na Česko-Slovenské filmové databázi si snímek drží 68 procent.

### Ocenění
Skladatel Hans Zimmer získal za film nominace na Zlatý glóbus, Critics' Choice Award, cenu Grammy a Satellite Award. Snímek získal nominaci na People's Choice Award. Režisér Ron Howard získal nominaci na Zlatou malinu v kategorii nejhorší režisér. Kevin Ahern získal nominaci na Satellite Award v kategorii nejlepší vizuální efekty. Na cenu Satellite získali nominaci také tým zvukařů v kategorii nejlepší zvuk. Ian McKellen byl nominován na cenu Teen Choice Award v kategorii nejlepší filmový zloduch.